# 伊予市駅
伊予市駅（いよしえき）は、愛媛県伊予市米湊にある四国旅客鉄道（JR四国）予讃線の駅である。駅番号はU05。「伊予灘ものがたり」を除く全列車が停車する。駅名標のコメントは「平家ゆかりの五色浜の駅」。

## 歴史
1930年（昭和5年）2月27日、国鉄讃予線が松山駅から当駅まで延伸したのに伴い南郡中駅（みなみぐんちゅうえき）として伊予郡郡中村（後に郡中町、現：伊予市）に開業した。開業当初は讃予線（後の予讃線）の終着駅であったが、およそ3年後の1932年（昭和7年）12月には当駅から伊予上灘駅までが延伸となり、この駅は終着駅ではなくなった。所在地の郡中町は1955年（昭和30年）1月1日に合併により伊予市となり、1957年（昭和32年）2月27日には伊予市駅に改称された。
1986年（昭和61年）3月には隣の向井原駅から内子駅までの新線が開通。新線を経由する列車は当駅 - 向井原駅間も通しで運行されることとなり、松山方面と伊予長浜方面、そして内子方面と三方向の接続駅となった。
かつてはほとんどの特急列車（1982年8月時点の時刻表では急行うわじまは停車している）が通過していたが、2008年（平成20年）3月15日のダイヤ改正より、すべての特急列車が停車するようになった。

### 年表
- 1930年（昭和5年）
  - 2月27日：国鉄讃予線の松山駅から当駅までの延伸により南郡中駅（みなみぐんちゅうえき）として開業[3]。
  - 4月1日：高松駅から当駅まで及び多度津駅から阿波池田駅までを予讃線に改称。
- 1932年（昭和7年）12月1日：国鉄予讃線が当駅から伊予上灘駅までが延伸となる。
- 1933年（昭和8年）8月1日：国鉄予讃線が予讃本線に改称となる。
- 1950年（昭和25年）3月20日：昭和天皇の戦後巡幸があり、お召し列車が当駅発 - 八幡浜駅着で運行された[7]。
- 1957年（昭和32年）4月1日：伊予市駅（いよしえき）に改称。
- 1960年（昭和35年）
  - 貨物駅として駅構内を拡張整備[8]。
  - 喜多灘駅、下灘駅、伊予上灘駅の大口・小口荷物取り扱いを当駅に統合[9][注釈 1]。
- 1984年（昭和59年）2月1日：貨物の取り扱いを廃止[3]。
- 1985年（昭和60年）3月14日：荷物扱い廃止[3]。
- 1986年（昭和61年）3月3日：向井原駅 - 内子駅間の新線開通により、事実上の乗換駅となる。
- 1987年（昭和62年）4月1日：国鉄分割民営化により四国旅客鉄道の駅となる[3]。
- 1988年（昭和63年）6月1日：予讃本線が予讃線に改称される。
- 1990年（平成2年）11月21日：伊予北条駅 - 当駅間が電化[10]。
- 2008年（平成20年）3月15日：ダイヤ改正により、すべての特急列車が停車するようになる。
- 2014年（平成26年）3月15日：予讃線当駅 - 伊予大洲駅（伊予長浜駅経由）間の線区愛称が「愛ある伊予灘線」となる。
- 2024年（令和6年）
  - 3月16日：終日無人化[4][5]。
  - 9月29日：松山方面からの最終列車を当駅までに短縮。これにより県内での日付を越える普通列車の運用は消滅した。なお、当駅で旅客扱い終了後は松山運転所に回送となる。

## 駅構造
単式ホーム・島式ホーム混合2面3線を持ち単式ホームに接して駅舎のある地上駅である。ホームに振られた番号は駅舎側から順番に1番線、2番線、3番線となっており1番線の線路が直線化された一線スルーの構造を持っている。
通常は上下線とも1番線に発着し、交換列車や折り返し列車のみ2・3番線を使用している。松山駅 - 当駅間を結ぶ普通電車は発着合わせ12本のみである。当駅から西側（伊予長浜方面および内子方面）が非電化、東側（松山・今治方面）が電化となっているため、架線は当駅のホーム末端先約100 mで途切れている。当駅には、信号扱所の跡など通票閉塞時代の遺物が残っている。
駅舎は大きく木造瓦葺である。古くからのものであるが前面などを改装して大切に使っている。無人駅で、自動券売機が設置されている。1980年代中期に跨線橋が設置されるまでは、2・3番線から改札のある1番線にはホーム間の軌道上に設置された踏切板を直接渡っていた。

### のりば
| のりば  | 路線                          | 方向 | 行先                           |
| ------- | ----------------------------- | ---- | ------------------------------ |
| 1・2・3 | ■予讃線                       | 上り | 松山・今治・高松・岡山方面     |
| 1・2・3 | ■予讃線（内子線経由）         | 下り | 内子・伊予大洲・宇和島方面     |
| 1・2・3 | ■予讃線（愛ある伊予灘線経由） | 下り | 伊予長浜・伊予大洲・宇和島方面 |

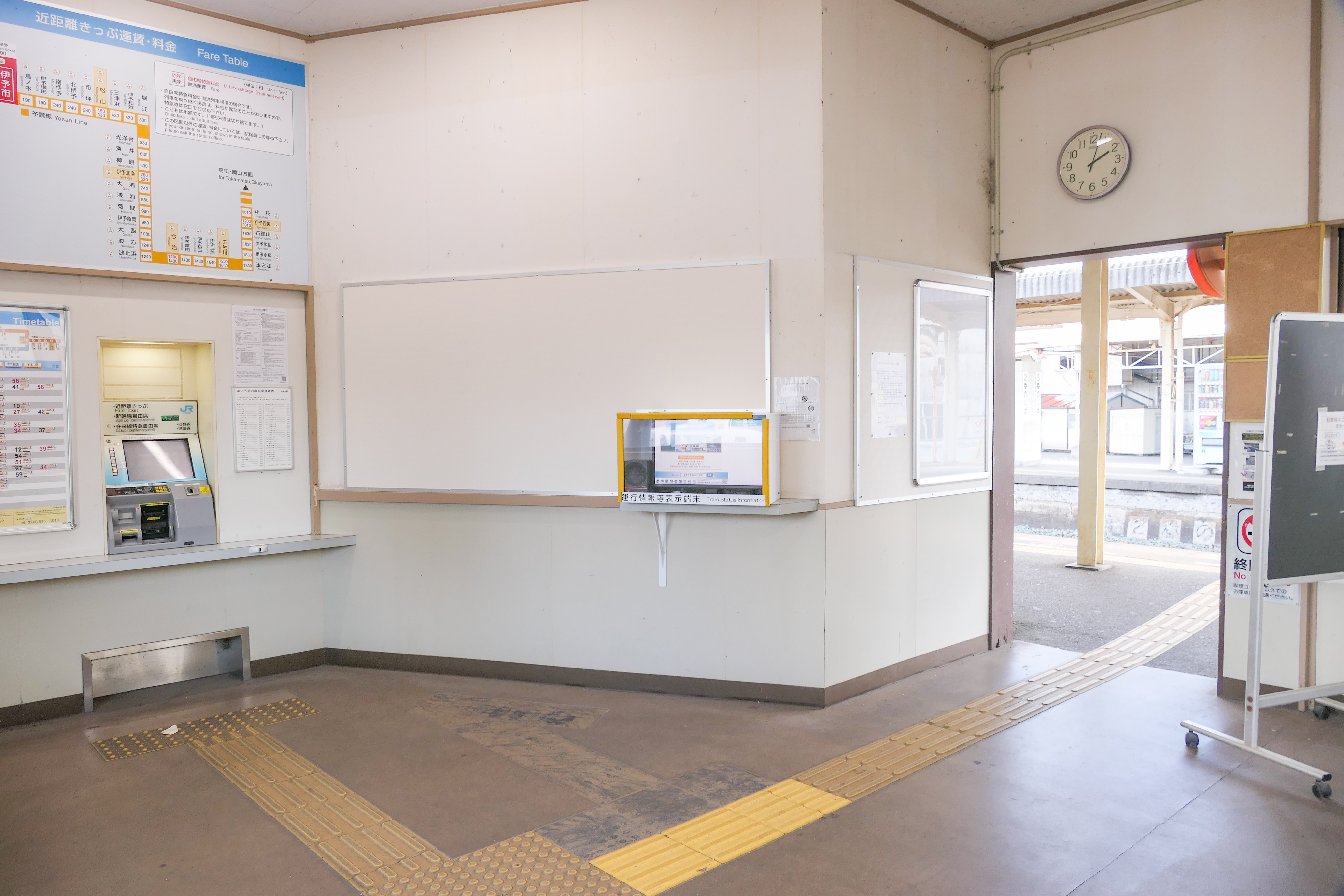
改札口（2025年1月）
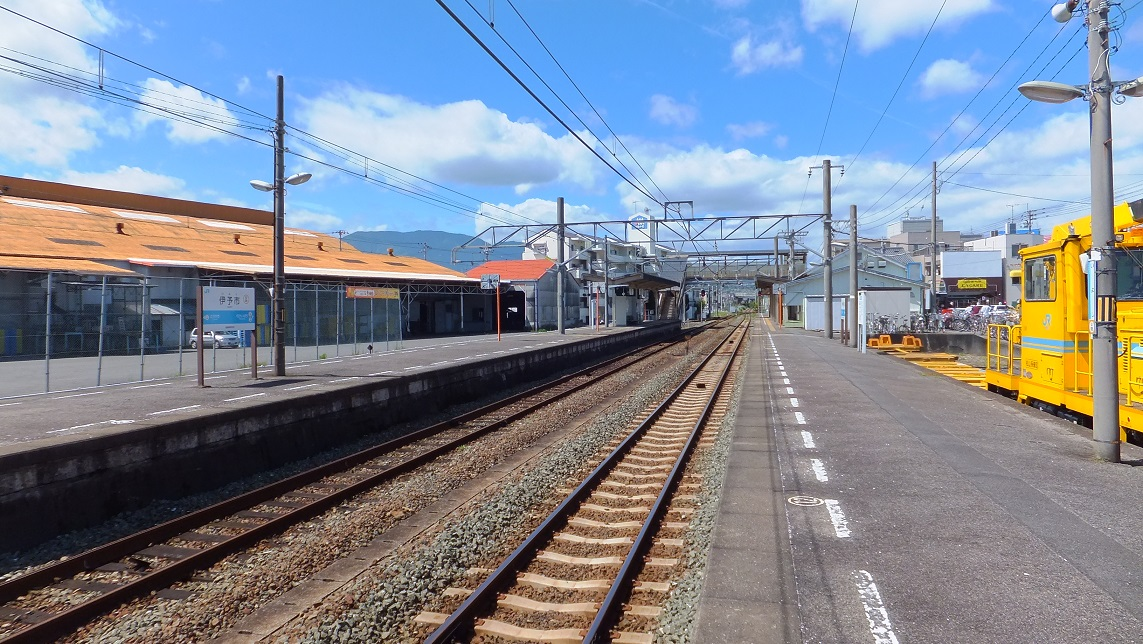
ホーム（2015年7月）

## 貨物輸送
当初は乗降客が少なく、旅客収入はそれほど多くはなかった。ただし、貨物収入は四国管内でも有数であった。この地が全国有数の産地である花かつおとみかんのほか、中山町（現：伊予市）佐礼谷の安別当地区からの陶石を主に東京方面に輸送していた。
1930年（昭和5年）の路線開通後、輸送手段はは海路から陸路へと変わり貨車の争奪戦が繰り広げられた。1933年（昭和8年）時点では発送貨物が約4000 ㎏、到着貨物は約2000 ㎏であった。1964年（昭和39年）には駅の東に選果場が建設され戦前からの船舶中心の出荷体制は、完全に鉄道での輸送体制へ転換した。
しかし、輸送手段はしだいに鉄道からトラックへと変わり、1984年（昭和59年）2月1日貨物の取り扱いは廃止された。

## 利用状況
1日平均の乗車人員は以下の通りである。
| 年度   | 1日平均 乗車人員 |
| ------ | ---------------- |
| 2000年 | 780              |
| 2001年 | 758              |
| 2002年 | 690              |
| 2003年 | 695              |
| 2004年 | 688              |
| 2005年 | 695              |
| 2006年 | 675              |
| 2007年 | 688              |
| 2008年 | 662              |
| 2009年 | 625              |
| 2010年 | 624              |
| 2011年 | 617              |
| 2012年 | 605              |
| 2013年 | 585              |

## 駅周辺

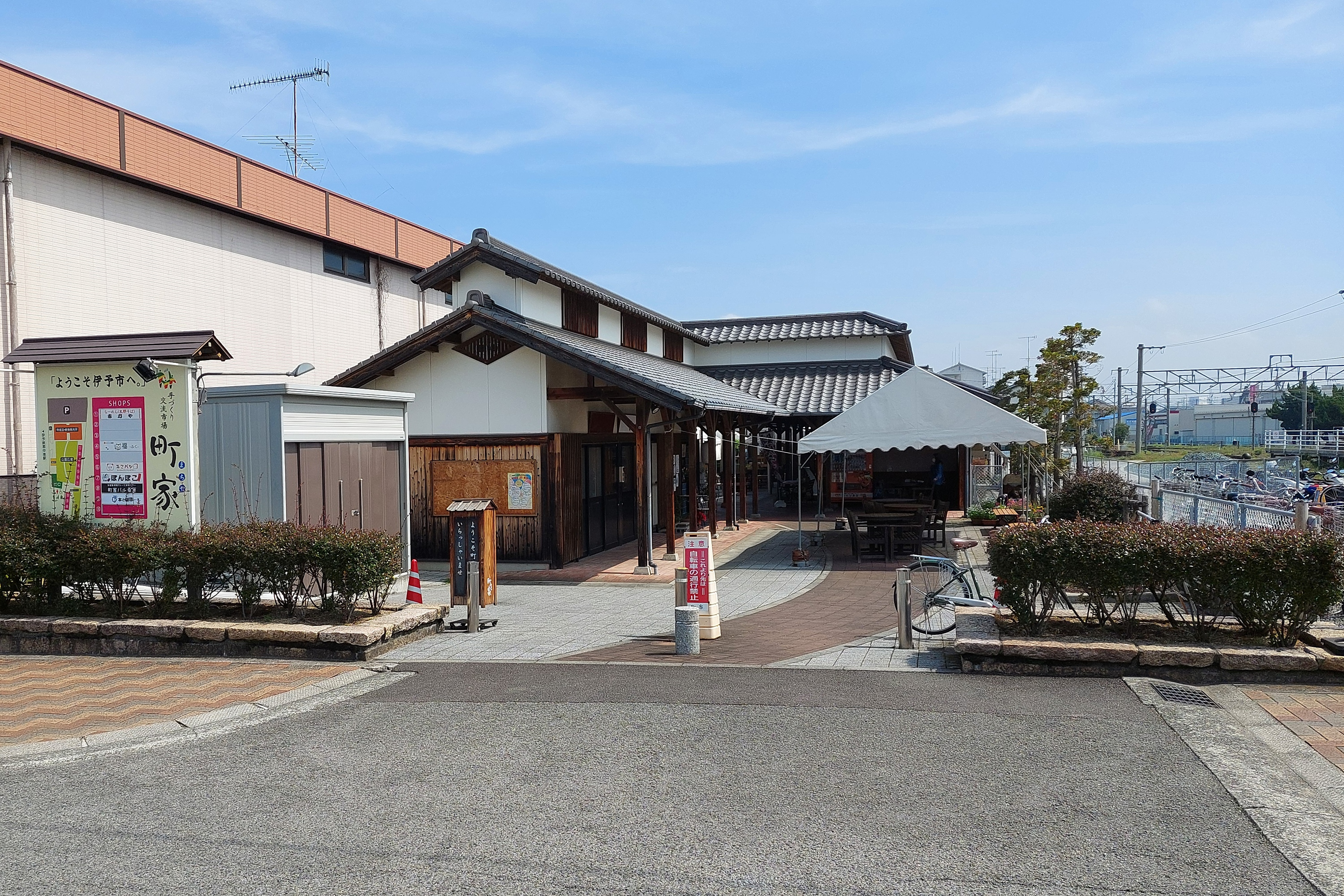
手づくり交流市場 町家

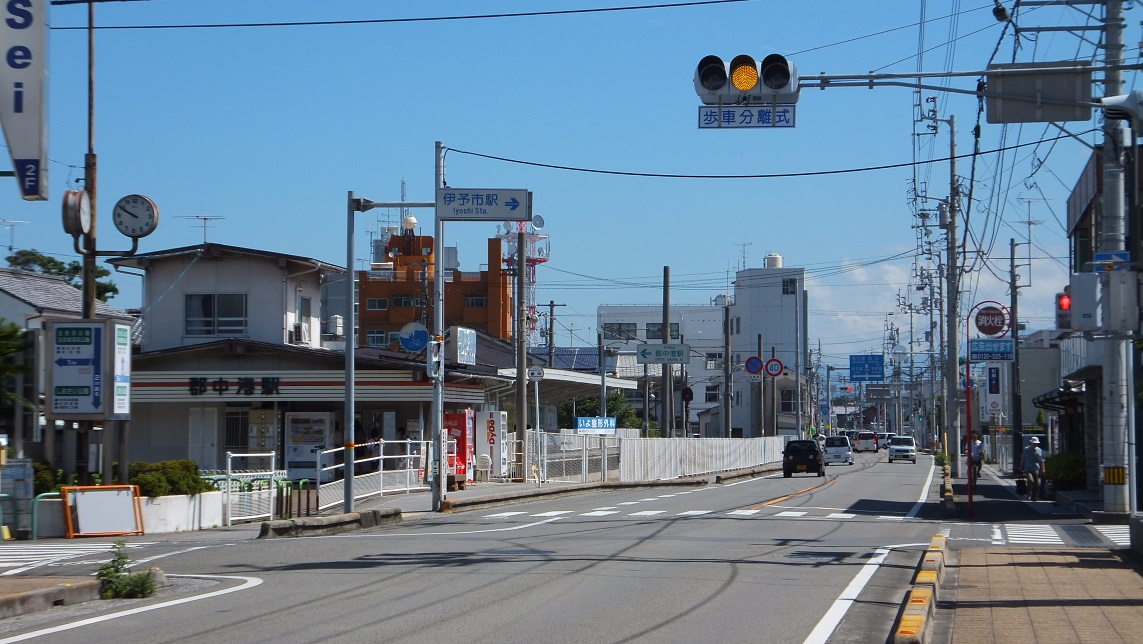
伊予市駅前の国道378号と郡中港駅（左）

当駅西北方向に伊予市の中核施設や市街地が展開され市役所なども比較的近く、銀行などの施設もそちら側にある。また駅の周り、北西方向は最近リニューアルされて第三セクターの商業施設「手づくり交流市場 町家」ができ飲食店などが整然と立ち並んでいる。
駅前を通る国道378号を挟んで伊予鉄道郡中線の郡中港駅と向かい合っている。
- 郡中港駅 - 伊予鉄道郡中線
- 伊予市役所
- 伊予郵便局
- 伊予市立郡中小学校
- 伊予市立港南中学校
- 郡中港 - 西方1.0 km

一時期ダイヤモンドフェリーによる高速船「スピーダー」が大分と結んでいたが、現在は定期航路なし（再開を検討中）。海上自衛隊の練習艦寄港地である。
- 五色浜公園（海水浴場） - 南西1km
- 五色姫海浜公園
- しおさい公園
- 伊予五色姫郵便局
- 国道56号
- 国道378号
- 宮内家住宅
- 栄養寺
- 伊豫岡八幡神社
- フジ 伊予店
- マルトモ本社
- ヤマキ本社

## 隣の駅
※当駅に停車する特急「宇和海」の停車駅は列車記事を参照のこと。
四国旅客鉄道（JR四国）
■予讃線
鳥ノ木駅 (U04) - 伊予市駅 (U05) - 向井原駅 (U06, S06)